# Anna Janus-Sitarz
Anna Janus-Sitarz – polska literaturoznawczyni, dr hab. nauk humanistycznych, profesor Katedry Polonistycznej Edukacji Nauczycielskiej Wydziału Polonistyki Uniwersytetu Jagiellońskiego.

## Życiorys
W 1984 ukończyła studia z zakresu filologii polskiej na Uniwersytecie Jagiellońskim, 21 czerwca 1993 obroniła pracę doktorską Groteska literacka w szkole, 2 grudnia 2009 habilitowała się na podstawie pracy zatytułowanej Przyjemność i odpowiedzialność w lekturze. O praktykach czytania literatury w szkole. Konstatacje. Oceny. Propozycje. 15 września 2017 nadano jej tytuł profesora w zakresie nauk humanistycznych.
Jest profesorem Katedry Polonistycznej Edukacji Nauczycielskiej Wydziału Polonistyki Uniwersytetu Jagiellońskiego, oraz specjalistą Komitetu Nauk o Literaturze na I Wydziale Nauk Humanistycznych i Społecznych Polskiej Akademii Nauk.